# Tamássi György
Tamássi György, születési nevén Wagner György (Budapest, 1910. július 21. – Harka, 1944. december 23.) költő, író, szociológus. 

## Életútja
Szülei Wagner Sámuel és Leufer Netti. Ügyvédi oklevelét Budapesten szerezte. Szerkesztette az 1928 és a Kortárs című irodalmi folyóiratokat barátjával, Radnóti Miklóssal együtt, verseit javarészt az 1929-ben megjelent Jóság című antológiában publikálta. A Korunk és a Szocializmus c. lapokban jelentek meg kritikái, versei, valamint politikai tanulmányai. Egyúttal a Szocializmusnak is munkatársa volt. 1934. november 11-én Budapesten feleségül vette Berliner Arankát. A fasizmus áldozata lett, munkaszolgálatosként vesztette életét Harkán 1944 karácsonya előtt.

## Művei
- Áhítat (versek, Budapest, 1930)
- A totális állam (tanulmány, Budapest, 1937)